# Heerlijkheid Strijen
De heerlijkheid Strijen was waarschijnlijk aanvankelijk een allodiale (onafhankelijke) heerlijkheid, die later deel uitmaakte van het graafschap Holland.

## Ligging en omvang
De heerlijkheid Strijen lag bij de rivier de Striene, in de 12e eeuw een belangrijke vaarroute voor vrachtschepen uit Vlaanderen naar Holland en omgekeerd. Het laatste gedeelte van de Striene liep dwars door de huidige Hoeksche Waard. Bij Strienemonde, de monding van de Striene in de Maas, had de graaf van Holland een tol ingesteld, destijds ook wel spottend "'s-Graven spaercous" genoemd. Ten oosten daarvan lag de Heerlijkheid Strijen. Ten westen van Strijen lag de Heerlijkheid Putten. Aleida van Strijen, erfdochter van de Heerlijkheid Strijen, trouwde in Nicolaas III van Putten, waardoor omstreeks 1294 beide Heerlijkheden in één hand kwamen.

In de 14e eeuw, onder Zweder van Abcoude, een nazaat en opvolger van Nicolaas III (zie heerlijkheid Putten), bestond de heerlijkheid Strijen uit de parochies Strijen, Broek, Weede en de gorzen Loogors, Markgors en Oude Puttermoer. In de 13e eeuw behoorde ook het gebied van Zevenbergen erbij, het gebied van Nieuwervaart (het latere Klundert) en de kerkdorpen Overdraghe, Terhavenne, die later werden verzwolgen door het water. Bij de Sint Elisabethsvloed in 1421 liep de gehele Grote Waard onder, ook Strijen en Broek in het uiterste westen ervan. Strijen kon echter herdijkt worden en werd verbonden met andere bedijkte schorren die later een deel de Hoeksche Waard zouden vormen. Het deel ten oosten van Strijen bleef onder water.

## Heren en vrouwen van Strijen
- Vastraad van Strijen vermeld 1167.
- Willem en Huge van Strijen, vermeld vóór 1190.
- Willem I, heer van Strijen vermeld 1224-1244, kreeg in 1235 een jaargeld van 6 ponden uit de tol van Geervliet, als leen van Holland.
- Willem II, heer van Strijen vermeld 1252-1256, kreeg op 11 juni 1253 dispensatie van de paus om te hertrouwen nadat hij zijn vrouw wegens overspel had verstoten, mits hij niet schuldig was aan haar dood. Hertrouwde met zijn minnares Mathilde bij wie hij al minstens één kind had.
- Willem III, heer van Strijen, vermeld 1253, overleden voor 1262.[2]
- Willem IV, heer van Strijen vermeld 1275 overl. vóór 25-11-1294.
- Aleid I, vrouwe van Strijen 1294-1316.
- Beatrijs, vrouwe van heerlijkheid Putten en Strijen, zie voorts de chronologie van Putten.

Willem IV van Strijen kreeg van de graaf de toezegging dat na zijn dood Strijen zal vererven op zijn dochter. Dit gebeurt in 1294 en vanaf dit tijdstip zullen Aleid van Strijen en haar echtgenoot Nicolaas III van Putten en Strijen gezamenlijk besturen. Na hun dood vormen Putten en Strijen een eenheid onder hun opvolgers.

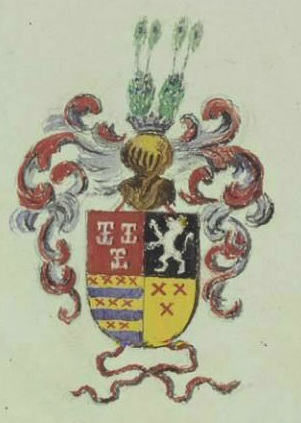
Wapenschild van Zweder III van Abcoude en
Jacob van Gaesbeke (1. Zuylen 2. Gaasbeek 3. Putten 4. Strijen)

In 1361 sterft het huis van Putten uit en volgt een achterneef van de laatste vrouwe, Zweder van Abcoude, op. Diens zoon Jacob van Gaasbeek genaamd is kinderloos en verkoopt Putten en Strijen aan Filips de Goede van Bourgondië. Nog eenmaal worden ze beleend aan Karel, graaf van Charolais, die in 1467 zijn vader opvolgt en zo voor wat Putten en Strijen aangaat, de hoedanigheid van leenheer en leenman in één persoon verenigt.

## Wapen
Via de dochters en kleindochter van Nicolaas III, de heer van Putten en Aleid I van Strijen, gaat na 1316 het wapen van de heerlijkheid Putten en de heerlijkheid Strijen (een gouden schild met drie kruizen) over naar Zweder van Abcoude. 
 De huidige gemeente-wapens van onder andere Kamerik, Westmaas, Groote- en Kleine Lindt, Numansdorp, Klaaswaal en Cromstrijen en de gemeente Strijen zelf zijn gebaseerd op dit wapen.
Ook Breda heeft op basis van een vermeende band met het "Graafschap Strijen" dit wapen aangenomen. Zij voerden het wapen echter met witte andreaskruisen op rood. Via de heren van Breda voeren ook diverse andere Brabantse gemeenten dit wapen, zoals Bergen op Zoom, Klundert, Zevenbergen, Willemstad, Dinteloord en Made.